# Выборы губернатора Ульяновской области (2021)
Выборы губернатора состоятся в Ульяновской области 19 сентября 2021 года в единый день голосования, одновременно с выборами в Государственную думу.
Губернатор избирается сроком на 5 лет.
На 1 января 2021 года в области было зарегистрировано 983 023 избирателей, из которых около 51 % (500 974 избирателей) в Ульяновске.
Избирательная комиссия Ульяновской области состоит из 14 членов с правом решающего голоса. Действующий состав сформирован в июне 2017 года на 5 лет. Председатель избирательной комиссии — Юрий Андриенко (с октября 2008 года, переизбран в июне 2012 года, переизбран в декабре 2016 года).

## Предшествующие события
С 2005 года губернатором Ульяновской области является Сергей Морозов (Единая Россия). 26 декабря 2004 он был избран в ходе прямых выборов и 6 января 2005 года вступил в должность. В декабре 2004 года по инициативе президента России Владимира Путина избрание высших должностных лиц путём прямого голосования граждан было заменено на назначение законодательными органами по представлению президента Российской Федерации. В 2006 и 2011 годах президент продлевал губернаторские полномочия Морозова через процедуру утверждения депутатами заксобрания Ульяновской области.
В 2012 году президент России Дмитрий Медведев принял закон, вернувший в России прямые выборы глав регионов. Срок полномочий Морозова истекал 8 апреля 2016 года. 7 апреля президент России Владимир Путин назначил его врио губернатора.
Летом 2016 года были назначены прямые выборы, впервые с 2004 года. Сергей Морозов был зарегистрирован кандидатом, так как по новому закону о выборах губернатора его предыдущие сроки не учитывались и ограничение в два срока не применялось. На состоявшихся в сентябре 2016 года выборах Морозов набрал 54,34 % голосов избирателей и был избран ещё на 5 лет.
В марте 2019 года Сергей Морозов заявил о своём желании вновь участвовать в выборах губернатора. О своём намерении участвовать в выборах заявил и Алексей Куринный, депутат Государственной Думы от КПРФ (на выборах 2016 года он набрал 25,46 % голосов избирателей, заняв второе место).
9 марта 2021 года Морозов подтвердил свое намерение участвовать в выборах, и раскрыл название своей предвыборной программы: «Ульяновская область — только вперед». Однако через месяц он передумал и 8 апреля 2021 года подал в отставку, объяснив это действие желанием баллотироваться в депутаты Государственной думы. В тот же день врио губернатора Ульяновской области был назначен член КПРФ, сенатор от Московской области Алексей Русских.

## Ключевые даты
- в середине июня депутаты законодательного собрания назначат выборы на дату единого дня голосования — 19 сентября 2021 года
- затем избирательная комиссия публикует расчёт числа подписей, необходимых для регистрации кандидата (следующие 3 дня после официальной публикации решения о назначении выборов)
- с середина июня по середина июля — выдвижение кандидатов партиями (20 дней со дня официальной публикации решения о назначении выборов)
- со дня представления в избирательную комиссию заявления кандидата о согласии баллотироваться по начало августа — период сбора подписей муниципальных депутатов
- с середина июля по начало августа — представление документов в избирательную комиссию для регистрации кандидата
- с 21 августа по 16 сентября — период агитации в СМИ
- 17, 18, 19 сентября — дни голосования

## Требования к кандидатам
В Ульяновской области кандидаты выдвигаются только политическими партиями, имеющими право участвовать в выборах. Самовыдвижение не допускается. Избран может быть гражданин Российской Федерации достигший возраста 30 лет. У кандидата не должно быть гражданства иностранного государства либо вида на жительство в какой-либо иной стране.

### Муниципальный фильтр
1 июня 2012 года вступил в силу закон, вернувший прямые выборы глав субъектов Российской Федерации. Однако был введён так называемый муниципальный фильтр, для прохождения которого кандидатам требуется собрать в свою поддержку от 5 % до 10 % подписей от общего числа муниципальных депутатов и избранных на выборах глав муниципальных образований, в числе которых должно быть от 5 до 10 депутатов представительных органов муниципальных районов и городских округов и избранных на выборах глав муниципальных районов и городских округов. Муниципальным депутатам представлено право поддержать только одного кандидата.
В Ульяновской области кандидаты должны собрать подписи 9 % муниципальных депутатов и глав муниципальных образований. Среди них должны быть подписи депутатов районных и городских советов и (или) глав районов и городских округов в количестве 9 % от их общего числа. Кроме того, кандидат должен получить подписи не менее чем в трёх четвертях районов и городских округов, то есть в 18 из 24.
В 2016 году каждый кандидат должен был собрать подписи от 170 до 178 депутатов всех уровней и избранных глав муниципальных образований, из которых от 38 до 40 — депутатов райсоветов и советов городских округов и избранных глав районов и городских округов не менее чем в 18 районах.
|                                                              | Количество | Доля | Муниципальные образования                                                                  | Территориальные требования                   |
| ------------------------------------------------------------ | ---------- | ---- | ------------------------------------------------------------------------------------------ | -------------------------------------------- |
| Депутаты и (или) избранные главы муниципальных образований   | 170-178    | 9 %  | 3 городских округа, 21 муниципальный район, 31 городское поселение, 112 сельских поселения | —                                            |
| Депутаты и (или) избранные главы районов и городских округов | 38-40      | 9 %  | 3 городских округа, 21 муниципальный район                                                 | из 18 административных единиц второго уровня |

## Кандидаты
Было выдвинуто 8 кандидатов. Двое из них — кандидат от «Коммунистов России» Михаил Долгов и кандидат от партии «Яблоко» Олег Горячев — не стали сдавать подписи муниципальных депутатов, собранные в свою поддержку, так как не смогли собрать необходимое количество в столь короткий срок. Олег Горячев отметил, что депутаты от «Единой России» отказали ему в подписях. Ещё двое собрали и подали в комиссию недостаточно подписей. Кандидат от партии «Родина» Ильдар Габитов сдал только 17 подписей из необходимых 141. У выдвинутой партией «Справедливая Россия — За правду» руководителя реготделения партии Маргариты Баржановой общее количество собранных подписей соответствовало требованиям (148), однако от депутатов представительных органов муниципальных районов и городских округов было только 37 подписей от необходимых 42. К тому же требуются подписи из 18 муниципальных образованиях, а у Баржановой было только из 14.
| Кандидат            | Должность (на момент выдвижения) | Субъект выдвижения                        | Статус                                                          | Кандидаты в Совет Федерации |
| ------------------- | --- | ----------------------------------------- | --------------------------------------------------------------- | --------------------------- |
| Маргарита Баржанова | физическое лицо, применяющее специальный налоговый режим «Налог на профессиональный доход» налогоплательщик налога на профессиональный доход | Справедливая Россия-За правду             | отказано в регистрации (подано недостаточно подписей депутатов) |                             |
| Геннадий Бударин    | депутат Ульяновской Городской Думы шестого созыва                                                                                            | Российская экологическая партия «Зелёные» | зарегистрирован                                                 | ***                         |
| Ильдар Габитов      | директор по развитию ООО «Промышленные инженерные системы»                                                                                   | Родина                                    | отказано в регистрации (подано недостаточно подписей депутатов) |                             |
| Светлана Горева     | руководитель регионального отделения АНО «Твой час» в Ульяновской области                                                                    | Новые люди                                | зарегистрирован                                                 | ***                         |
| Олег Горячев        | президент Фонда наследия Юрия Горячева «Горячев-фонд»                                                                                        | Яблоко                                    | отказано в регистрации (подписи депутатов не поданы)            |                             |
| Михаил Долгов       | депутат Ульяновской Городской Думы шестого созыва                                                                                            | Коммунисты России                         | отказано в регистрации (подписи депутатов не поданы)            |                             |
| Сергей Маринин      | депутат Государственной Думы седьмого созыва                                                                                                 | ЛДПР                                      | зарегистрирован                                                 | ***                         |
| Алексей Русских     | временно исполняющий обязанности Губернатора Ульяновской области                                                                             | КПРФ                                      | зарегистрирован                                                 | ***                         |